# كأس تركيا 1994–95
كأس تركيا 1994–95 (بالتركية: 1994-95 Türkiye Kupası)‏ هو موسم من كأس تركيا. أقيم خلال الفترة 21 سبتمبر 1994 وحتى 5 أبريل 1995، وأشرف على تنظيمه اتحاد تركيا لكرة القدم، وفاز فيه نادي طرابزون سبور.